# Helena Budzyńska
Helena Budzyńska pseud. Aniela, przybrane nazwisko Maria Wiśniewska (ur. 31 lipca 1896 w Warszawie, zm. 1937 w ZSRR) – działaczka komunistyczna.

## Życiorys
Córka szewca Jana, siostra Stanisława Budzyńskiego. Po ukończeniu trzyklasowej szkoły miejskiej pracowała jako szwaczka i krawcowa. W 1916 wstąpiła do SDKPiL, działała głównie na Powiślu i w Śródmieściu. Od 1921 w KPRP/KPP. W 1921 weszła w skład Komitetu Dzielnicowego (KD) KPP Warszawa-Powiśle. Działaczka Związku Zawodowego Pracowników Igły. Za zgodą KC KPP w 1921 wyjechała do Rosji sowieckiej, gdzie w 1925 ukończyła studia na Komunistycznym Uniwersytecie Mniejszości Narodowych Zachodu (KUMNZ) w Moskwie, po czym wróciła do kraju. Członek Egzekutywy Komitetu Okręgowego (KO) KPP Warszawa-Podmiejska, następnie funkcjonariuszka Centralnego Wydziału Kobiecego przy KC KPP. Od 1926 do 1928 więziona w "Serbii". Od stycznia 1929 sekretarz KO KPP w Płocku. 24 lutego 1929 ponownie aresztowana i w grudniu skazana na 6 lat więzienia; podczas odsiadki w "Serbii" urodziła córkę Zofię. 15 września 1932 w ramach wymiany więźniów znalazła się w ZSRR i do 1937 pracowała w Międzynarodowej Szkole Leninowskiej w Moskwie, gdzie wykładał jej brat. Członek i aktywistka moskiewskiej organizacji WKP(b) z zaliczeniem stażu partyjnego od 1916. W 1937 została aresztowana przez NKWD i stracona. Zrehabilitowana pośmiertnie w 1956.